# Автомобіліст (Львів)
Футбольний клуб «Автомобіліст» — український футбольний клуб із міста Львова. Виступав у Чемпіонаті Львівської області, Кубку Львівської області, Кубку УРСР. Володар кубка України 1985 року.

## Досягнення
- Кубок УРСР 
  -  Володар (1) — 1985

- Чемпіонат Львівської області
  -  Чемпіон (1) — 1982
  -  Срібний призер (1) — 1988

- Кубок Львівської області
  -  Володар (1) — 1983